# Eugène Delacroix
Ferdinand Victor Eugène Delacroix, francoski slikar ter pripadnik romantike, * 26 april 1798, Charenton-Saint-Maurice, Francija, † 1863, Pariz, Francija.
Delacroix je bil pomemben francoski romantični slikar, njegova dela upodabljajo tako daljne eksotične dežele (zlasti Bližnjega vzhoda ter Severne Afrike, Maroko) kot tudi politične ideje njegovega časa. Oboje je značilno za Francosko romantiko. Njegova uporaba barve je vplivala tako na impresionizem, kot post-impresionizem. Njegov vpliv se zazna na slikarjih kot so Vincent van Gogh, Paul Cézanne in Paul Gauguin.